# Willy Taveras
Willy Taveras (nacido el 25 de diciembre de 1981 en Tenares) es un jardinero central dominicano de Grandes Ligas que actualmente juega para los Acereros de Monclova en la Liga Mexicana de Béisbol.

## Carrera

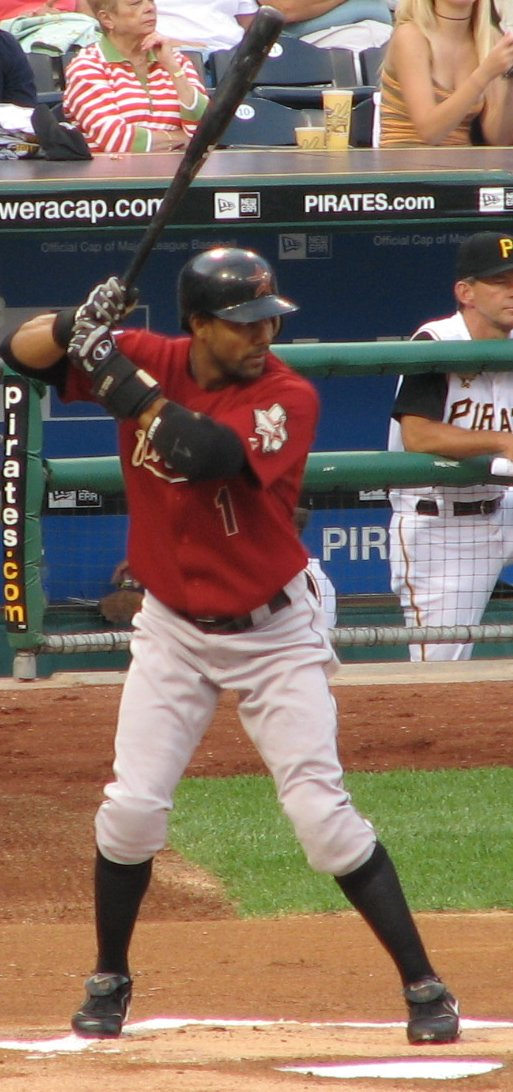
Taveras bateando para los Astros en 2006.

### Houston Astros
Taveras jugó en 10 partidos al final de la temporada 2004 con los Astros, principalmente como corredor emergente.
En 2005, lideró las mayores en hits dentro del cuadro (71), toques de sacrificio (31), y sencillos (152), y fue el mejor entre los novatos en cuadrangulares (82), hits (172) y bases robadas (34, 6º en la Liga Nacional). Bateó para.291. Taveras fue el jardinero central titular de los Astros durante su temporada de novato (2005), en sustitución de Carlos Beltrán, quien firmó con los Mets de Nueva York en la temporada baja. Después de la temporada, Taveras fue elegido Novato del Año de la Liga Nacional (el cual fue ganado por Ryan Howard de los Filis de Filadelfia).
En 2006, el promedio de bateo de Taveras decayó a.278, aunque volvió a liderar las mayores en toques de sacrificio (21) y tuvo 33 bases robadas (10º en la Liga Nacional), pero solo 30 carreras impulsadas.

### Colorado Rockies
El 12 de diciembre de 2006, Taveras fue canjeado por los Astros junto con Taylor Buchholz y Jason Hirsh a los Rockies de Colorado por los lanzadores Jason Jennings y Miguel Asencio.
En un juego de 22 innings lanzados entre el 17 y 18 de abril de 2008, en el Petco Park, Taveras estableció un récord dentro del club de los Rockies con 10 turnos al bate en el juego.

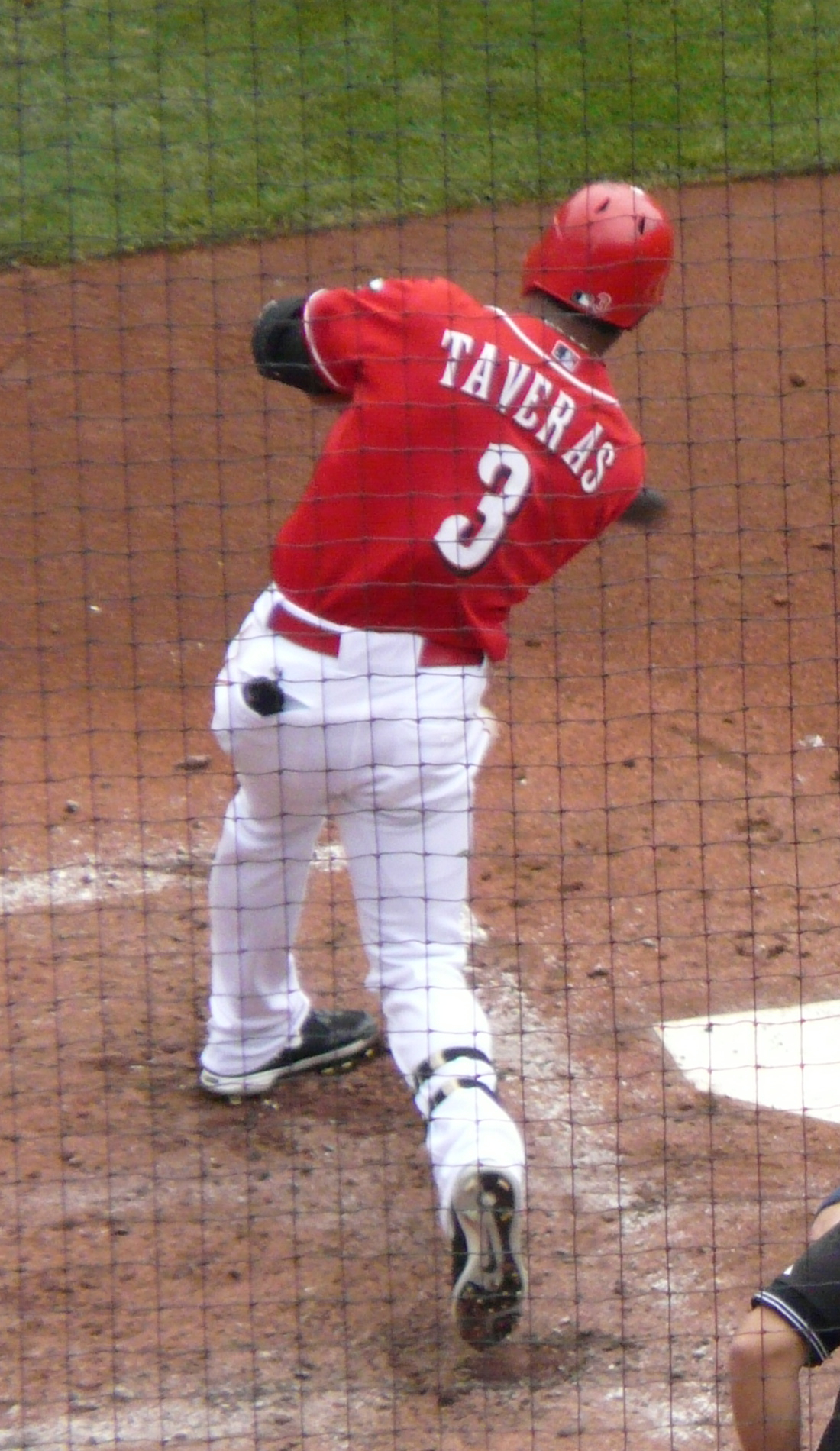
Taveras mientras jugaba para los Rojos en 2009.

Lideró la MLB con 68 bases robadas durante la temporada de 2008, y lideró la Liga Nacional con 24 toques de bola. Al mismo tiempo, su porcentaje de slugging de.296 fue el más bajo en las Grandes Ligas. En la defensiva, sin embargo, tuvo el menor porcentaje de fildeo de los jardineros centrales de Grandes Ligas, con.976.
El 12 de diciembre de 2008, los Rockies no le hicieron ninguna oferta a Taveras, convirtiéndose en un agente libre.

### Cincinnati Reds
El 27 de diciembre de 2008, Taveras firmó un contrato por dos años por valor de 6.25 millones de dólares con los Rojos de Cincinnati. En su debut con los Rojos, bateó un triple como bateador emergente en el 8.º turno después de estar enfermo de gripe durante más de una semana.
En 2009, Taveras tuvo el menor porcentaje de slugging,.285, y el más bajo porcentaje de embasarse,.275, de todos los jugadores de la Liga Nacional con al menos 350 turnos al bate. El 1 de febrero de 2010, Taveras fue canjeado junto con Adam Rosales a los Atléticos de Oakland por Aaron Miles y un jugador a ser nombrado más tarde. Poco después fue designado para asignación por Oakland. Taveras rechazó una asignación a Triple A y se le concedió la agencia libre.

### Washington Nationals
El 15 de febrero de 2010, Taveras firmó un contrato de ligas menores con los Nacionales de Washington con una invitación a los entrenamientos de primavera. Jugó 27 partidos y el 21 de mayo de 2010 le fue concedida la agencia libre.

### Philadelphia Phillies
El 3 de junio de 2010, firmó un contrato de ligas menores con los Filis de Filadelfia. Fue asignado al equipo de Triple-A, Lehigh Valley IronPigs.
El 29 de junio de 2010, fue liberado después de jugar 23 partidos para los IronPigs, bateando para.208 en 96 turnos al bate, con nueve bases robadas.
El 15 de agosto de 2010, Taveras firmó un contrato de ligas menores con los Rangers de Texas.

### Retorno a los Rockies
El 25 de enero de 2011, Taveras firmó un contrato de ligas menores con los Rockies de Colorado.

## Scouting report
Taveras tiene buenas habilidades para batear, sin embargo, se poncha con frecuencia (103 veces en 2005) y rara vez toma boleto. Su récord personal en bases por bolas es de 36, resultando en un bajo porcentaje de embasarse. Además, Taveras es un bateador de poder excepcionalmente pobre, produciendo el menor porcentaje de slugging entre todos los jardineros regulares de Grandes Ligas, tanto para las temporadas 2005 y 2006. Tiene gran velocidad y se ha sido crnometrado en 3.57 segundos de home a primera como bateador derecho. Taveras también ha liderado la liga en sencillos dentro del cuadro, y su BABIP (promedio de bateo de las pelotas puestas en juego) fue.374 en 2007.

## Trivia
- En el Juego 4 de la Serie de Campeonato de la Liga Nacional de 2005 contra los Cardenales de San Luis, Taveras hizo una gran atrapada mientras corría hacia el jardín central del Minute Maid Park para terminar la entrada 8 y preservar una ventaja de 2-1. Anotó la carrera del triunfo como corredor emergente en la entrada anterior con un elevado de sacrificio al jardín central.

- En el Día de la Madre, 14 de mayo de 2006, Taveras fue uno de los más de 50 bateadores que utilizó un bate rosa en beneficio de la Fundación de Cáncer de Mama (Breast Cancer Foundation).

- Tuvo una racha de 30 partidos que terminó el 29 de agosto de 2006, durante un partido en el que fue golpeado en dos ocasiones por el lanzador de los Cerveceros de Milwaukee Tomo Ohka. Su racha es una marca de franquicia, rompiendo el récord de 25 anteriormente en manos de Jeff Kent.

- Es el jugador número 42 en la historia de Grandes Ligas con una racha de bateo de 30 o más partidos.

- Fildió el hit 3000 en la carrera de su excompañero de equipo Craig Biggio y le hizo out tratando de avanzar a segunda base.

- Ha jugado en la Serie Mundial dos veces: una para los Astros en 2005 y otra para los Rockies en 2007. Ambos equipos fueron vencidos.